# Torymus lyciicola
Torymus lyciicola är en stekelart som beskrevs av Jean-Jacques Kieffer 1910. Torymus lyciicola ingår i släktet Torymus och familjen gallglanssteklar. Inga underarter finns listade i Catalogue of Life.